# Langebrug (Haarlem)
De Langebrug is een ophaalbrug over het Spaarne in het centrum van de Noord-Hollandse hoofdstad Haarlem. De brug verbindt de Antoniestraat en de Burgwal aan de oostoever met de Turfmarkt, de Kampervest en de Kampersingel op de westoever van het Spaarne.

## Geschiedenis

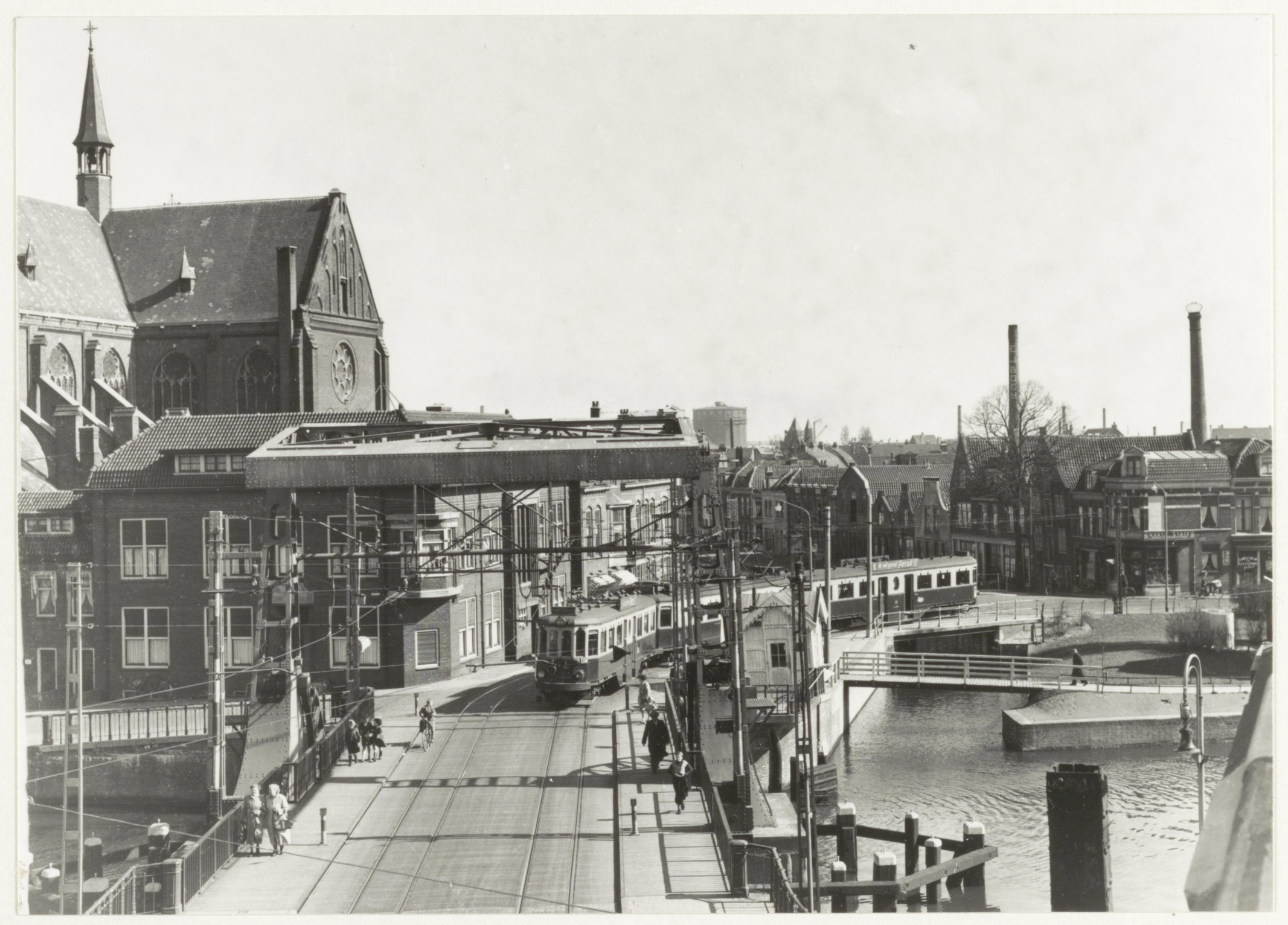
Boedapester tramstel van de tramlijn Amsterdam - Zandvoort is net de Langebrug gepasseerd en rijdt via Antoniestraat richting Lange Herenvest op weg naar Amsterdam. Links is een deel van de Spaarnekerk te zien. 1953

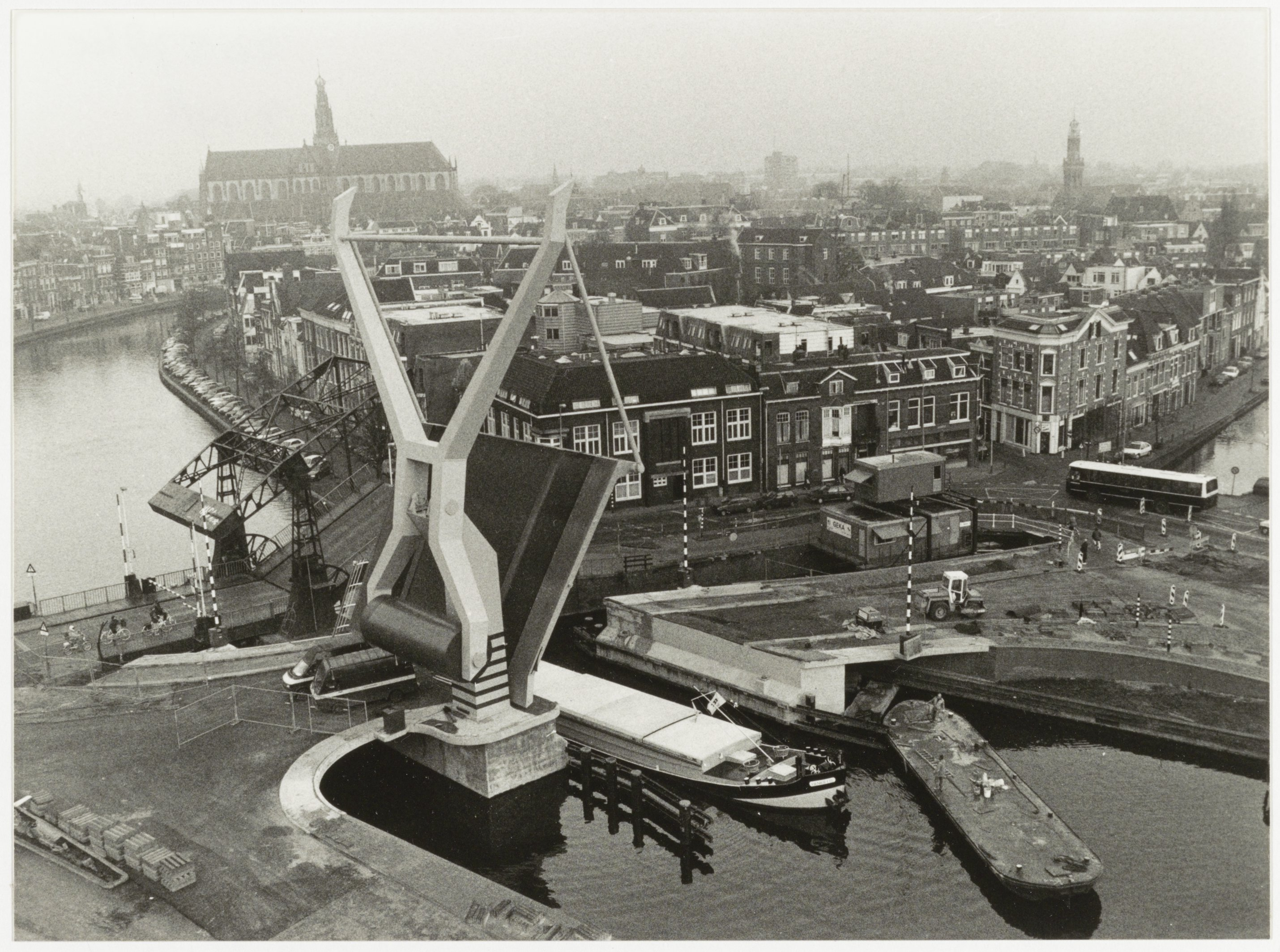
De oude en de nieuwe Langebrug nog naast elkaar

Vanouds lag op deze plek de langste brug over het Spaarne. Deze brug werd ook wel Vijfgatenbrug genoemd, naar de vijf doorvaartopeningen die ze telde. De oorspronkelijke brug, gebouwd in 1510, was een houten ophaalbrug met aanbruggen, en vormde een belangrijke verbinding tussen de wijken Rozenprieel en Burgwal. Via deze brug kreeg men toegang tot de Eendjespoort en de Turfmarkt. Deze stadspoort stond ook bekend als de Leidse Waterpoort, omdat hier de beurtvaarten naar Leiden vertrokken.
In 1883 werd de houten constructie vervangen door een gietijzeren draaibrug, ontworpen door stadsarchitect Jacques Leijh. Deze brug maakte in 1933 plaats voor een geklonken ijzeren ophaalbrug, ontworpen door het Bedrijf Openbare Werken van Haarlem. Hoewel deze brug slechts voor tien jaar bedoeld was, bleef hij meer dan zestig jaar in gebruik. Over deze brug reed tot en met 31 augustus 1957 de tramlijn Amsterdam - Zandvoort, vanuit de toen nog smalle Antoniestraat naar de Kampervest. Aan de oostzijde stond tot 1983 de Spaarnekerk, waarvan de spits is bewaard en tegenwoordig in Winkelcentrum Schalkwijk te vinden is.

## Vervanging
Ter vervanging van de oude, versleten ophaalbrug ontwierp Thijs Asselbergs begin jaren negentig, toen hij stadsarchitect van Haarlem was, een nieuwe brug. Ingenieursbureau Witteveen+Bos uit Deventer werkte het constructieve ontwerp uit. De brug ligt iets zuidelijker dan haar voorganger en kruist het Spaarne onder een schuine hoek, wat goed aansluit op het omliggende stratenpatroon. Vanwege het beschermde stadsgezicht is gekozen voor een transparant ontwerp: een stalen ophaalbrug met een parallellogramvormig val. Het ophaalmechaniek rust op één pyloon of hameistijl, waarin ook de hydraulische aandrijving is ondergebracht. Aan de overzijde bevindt zich een groot rolvormig contragewicht met een diameter van twee meter, waaraan de brug haar bijnaam ‘‘de Verfroller’’ dankt. De brug werd in 1995 in gebruik genomen en is 10,90 meter breed en heeft een doorvaarthoogte van 2,20 meter.
Tijdens de bouw van de nieuwe brug, die aan de zuidkant naast de oude werd gebouwd, bleef de oude brug in gebruik. De brug kwam in 1995 in gebruik, waarna de oude brug afgebroken werd. In 2012 werd de brug gerenoveerd waarbij de gele unit die dienst deed als brugwachtershuisje werd vervangen door een volwaardige bedieningspost.

## Kunst
Op initiatief van de stedenband tussen Haarlem en het Zimbabwaanse Mutare werd in 1995 een schildering aangebracht onder de brug, ontworpen door de kunstenaar Chiko Chazunguza. In 2011 werd deze vervangen door een nieuw ontwerp van Amigo Bondiya, winnaar van een prijsvraag onder Zimbabwaanse kunstenaars. De nieuwe schildering werd feestelijk onthuld en in 2013 werd het bijbehorende brugwachtershuisje geplaatst, ontworpen door Abel Asselbergs, de zoon van de architect.

## Gebruik
Over de brug rijden de Connexxion stadslijnen 2 en 73 en R-net lijn 300.